# رولان غاروس (طيار فرنسي)
رولان غاروس (Roland Garros)؛ (6 أكتوبر 1888 في جزيرة ريونيون الفرنسية - 5 أكتوبر 1918 خلال الحرب العالمية الأولى). كان طياراً فرنسياً، وكذلك بطل فرنسا للدراجات عام 1906 وهو أول من اجتاز البحر المتوسط عن طريق الطيران إذ حلق من مدينة فريجوس الفرنسية إلى مدينة بنزرت التونسية.
في الثامن عشر من أبريل سقطت طائرته وراء الخط الأمامي للألمان عندما أصيب خزان الوقود وفي عام 1918 هرب رولان غاروس من ألمانيا وعاد إلى الخدمة العسكرية بفرنسا ولكنه لقي حتفه بالرصاص بمدينة فوزييه الفرنسية في الخامس من أكتوبر من نفس العام.
هو أول من اجتاز البحر المتوسط عن طريق الطيران إذ حلق من مدينة فريجوس الفرنسية إلى مدينة بنزرت التونسية، سميت إحدى بطولات جراند سلام بإسمه وهي بطولة رولان جاروس بالإضافة إلى ملعب تنس يحمل إسمه وهو ملعب رولان جاروس، سمي أيضاً مطار البلدة التي ولد فيها وهي جزيرة ريونيون باسم رولاند جاروس كنايةً به.
في فترة من الفترات قامت شركة بيجو بتسمية طُرز عدة للسيارات باسم رولاند جاروس 106, 206, 207, 306, 406 و 806 وكانت علامة ناجحة حينها، ويقال أيضاً بأن هناك مكان في مدينة بنزرت التونسية سمي باسم الطيار الفرنسي رولاند جاروس.

## روابط خارجية
- رولان غاروس على موقع IMDb (الإنجليزية)
- رولان غاروس على موقع الموسوعة البريطانية (الإنجليزية)